# Аль-Манфи, Мухаммад Юнис
Мухаммад Юнис аль-Манфи (араб. محمد يونس المنفي‎; род. 3 марта 1976, Тобрук, Ливийская Арабская Республика) — ливийский дипломат и политический деятель. Был избран Председателем Президентского совета Ливии на Форуме политического диалога, где участники ливийского конфликта одобрили новое переходное правительство для проведения президентских и парламентских выборов в стране. Ранее был послом Ливии в Греции.

## Биография
Родился в 1976 году в городе Тобрук. Уроженец племени манф. Учился на инженерном факультете Университета Табрука, где получил докторскую степень. Аль-Манфи был одним из активных лидеров Ливийской студенческой ассоциации (отделения Союза студентов Джамахирии), которые учились во Франции. После свержения Муаммара Каддафи стал членом Всеобщего национального конгресса, возглавив Комитет жилищно-коммунального хозяйства.
Позже возглавил дипломатическую миссию в Греции. Его деятельность в качестве посла в Афинах была отмечена натянутыми отношениями между УНА и правительством Греции по поводу ливийско-турецкого соглашения о морских границах. В конце концов, в декабре 2019 года был выслан из Афин.
5 февраля 2021 года Аль-Манфи баллотировался вместе с Абдель Хамидом Мохаммедом Дбейбе в качестве премьер-министра и Мусой аль-Кани и Абдаллахом аль-Лафи в качестве вице-президентов. Их список получил 39 голосов, что на пять больше, чем список Агилы Салеха Исы и Фатхи Башаги. Список Салеха-Башаги воспринимался как одобренный в США, но американский посол отрицал любые попытки повлиять на избирательный процесс.